# Myrmica rubra
Ne doit pas être confondu avec fourmi rousse ou Myrmica ruginodis.
Espèce
Myrmica rubra est une espèce de fourmi présente dans les milieux humides et frais des zones tempérées du globe.
Plusieurs reines peuvent coexister dans une colonie, on parle alors de colonie polygyne. La reine mesure environ 6 mm et les ouvrières ne dépassent pas 3 à 5 mm. Lorsque l'on parle de « fourmi rouge », c'est souvent elle que l'on désigne. Elle possède un aiguillon fonctionnel dont elle n'hésite pas à se servir.
En Amérique du Nord, sur la côte atlantique, Myrmica rubra est considérée comme une espèce invasive.

## Espèce proche
- Myrmica ruginodis Nylander, 1846 (diffère par le 1er segment abdominal porteur d'épines plus longues à l'arrière et la forme du 1er segment du pétiole).

## Taxonomie

### Sous-espèces
D'après ITIS (11 avril 2018), l'espèce compte quatre sous-espèces :
- Myrmica rubra europaea Finzi, 1926
- Myrmica rubra khamensis Ruzsky, 1915
- Myrmica rubra neolaevinodis Forel, 1901
- Myrmica rubra rubra (Linnaeus, 1758)

### Synonymie
Selon BioLib (11 avril 2018) :
- Myrmica laevinodis Nylander, 1846
- Myrmica longiscapus Curtis, 1854
- Myrmica microrubra Seifert, 1993
- Myrmica rubra bruesi Weber, 1947
- Myrmica rubra champlaini Forel, 1901
- Myrmica rubra europaea Finzi, 1926

## Biologie
Les chenilles de  l'Azuré des mouillères, l'Azuré de la sanguisorbe, l'Azuré des paluds sont soignées  par plusieurs espèces de fourmis du genre Myrmica, dont Myrmica rubra.